# Glidden (Teksas)
Glidden – jednostka osadnicza w Stanach Zjednoczonych, w stanie Teksas, w hrabstwie Collingsworth.